# Camero Nuevo
Die Comarca Camero Nuevo ist eine der zwölf Comarcas in der autonomen Gemeinschaft La Rioja.
Die im Süden gelegene Comarca umfasst 13 Gemeinden auf einer Fläche von 519,58 km².

## Gemeinden
| Gemeinde              | Einwohner (2024) | Fläche km² | Dichte Einw./km² | Cod INE | Postleitzahl |
| --------------------- | ---------------- | ---------- | ---------------- | ------- | ------------ |
| Almarza de Cameros    | 40               | 28,11      | 1                | 26012   | 26111        |
| Gallinero de Cameros  | 16               | 11,17      | 1                | 26067   | 26122        |
| Lumbreras de Cameros  | 147              | 142,91     | 1                | 26091   | 26126        |
| Nestares              | 85               | 21,61      | 4                | 26106   | 26110        |
| Nieva de Cameros      | 86               | 42,05      | 2                | 26107   | 26124        |
| Ortigosa de Cameros   | 216              | 33,02      | 7                | 26112   | 26124        |
| Pinillos              | 19               | 11,89      | 2                | 26115   | 26111        |
| Pradillo              | 64               | 10,28      | 6                | 26118   | 26122        |
| El Rasillo de Cameros | 153              | 15,85      | 10               | 26122   | 26124        |
| Torrecilla en Cameros | 458              | 30,47      | 15               | 26151   | 26100        |
| Viguera               | 379              | 41,72      | 9                | 26165   | 26121        |
| Villanueva de Cameros | 71               | 18,44      | 4                | 26169   | 26123        |
| Villoslada de Cameros | 348              | 94,71      | 4                | 26177   | 26125        |
| Comarca Camero Nuevo  | 2.082            | 519,58     | 4                | –       | –            |

Zur Comarca gehört noch das im Norden liegende gemeindefreie Gebiet Mancomunidad de Nalda, Sorzano y Viguera mit einer Fläche von 17,35 km².
1. ↑  Instituto Nacional de Estadística Municipal Register of Spain